# Posto da Guarda Fiscal de Sagres
O Posto da Guarda Fiscal de Sagres é um edifício histórico na localidade de Sagres, no concelho de Vila do Bispo, em Portugal.

## História e descrição
O edifício foi construído entre 1957 e 1958, pela Delegação nas Obras de Edifícios de Cadeias, das Guardas Republicanas e Fiscal e das Alfândegas. A Guarda Fiscal foi extinta em 1993, tendo sido substituída pela Brigada Fiscal da Guarda Nacional Republicana.
Em Setembro de 2020, estava prevista a inclusão dos antigos postos fiscais de Burgau e Sagres no programa Revive, lançado pelo governo no sentido de promover a recuperação e reutilização turística de vários imóveis que estavam devolutos.